# Bischofrod
Bischofrod là một đô thị ở huyện Hildburghausen, ở bang Thüringen, Đức. Đô thị này có diện tích 5,42 km², dân số thời điểm ngày 31 tháng 12 năm 2006 là 201 người.